# 1955 en dadaïsme et surréalisme
Pour l'année, voir 1955.
 Chronologie de dada et du surréalisme 
- 1951
- 1952
- 1953
- 1954
- 1955
- 1956
- 1957
- 1958
- 1959

Cet article présente les faits marquants de l'année 1955 en dadaïsme et surréalisme.

## Éphémérides

### Janvier
- 15 janvier
Mort d'Yves Tanguy[1].

- 16 janvier
Le Club d'essai de la radio diffuse une adaptation de Nadja d'André Breton, intitulée Nadja étoilée, réalisée par André Almuro avec Maria Casarès et Roger Blin[2].

- Le numéro 5 de la revue Medium publie un texte de Breton, Du surréalisme en ses œuvres vives[3].

- Dans le tract À son gré, Breton condamne l'acceptation par Max Ernst du grand prix de la Biennale de Venise : « lui, l'ancien dadaïste et Surréaliste de la première heure [...], il renie ainsi de manière flagrante le non-conformisme et l'esprit révolutionnaire dont il s'était jusqu'alors réclamé. »[4]

### Février
- André Breton participe à l'organisation de l'exposition Pérennité de l'art gaulois pour le Musée pédagogique[4]

### Avril
- 8 avril
André Breton, Les Vases communicants, réédition chez Gallimard, augmenté d'un appendice dont Trois lettres à Sigmund Freud et de 8 photographies[5].

### Mai
- André Breton, Poème-objet (la chouette noire), collage[6]

### Juin
- 5 juin
La Galerie Rive Gauche organise un hommage à Yves Tanguy avec la participation de Jean Arp, Victor Brauner, Jean Dubuffet, Max Ernst, Alberto Giacometti, Man Ray, Matta, Joan Miró et Toyen[7].

### Septembre
- 7 septembre
Rétrospective Yves Tanguy et Giorgio De Chirico au Musée d'art moderne (MOMA) de New York[7].

### Décembre
- Conférence de Salvador Dalí à la Sorbonne, à Paris, sur l'analogie entre le rhinocéros et le chou-fleur[8].

### Cette année-là
- En Amérique latine, fondation du groupe Phases qui organise des expositions au Mexique, au Brésil et en Argentine et publie une revue Boa[9].

- A La Havane, Jorge Camacho expose ses premières toiles[10].

- Adrien Dax met au point la technique de l'impression de relief(s), technique parente de la lithographie pour solliciter à l'élaboration de l'image graphique la collaboration du hasard[11].

### Œuvres
- Jean Arp
  - Femme symétrique aux flocons du hasard, sculpture[12]
  - Jalons, récit des phases créatrices depuis la première exposition de 1915 à la galerie Tanner de Zurich[13]
- Victor Brauner
  - Germination, huile sur toile[14]
- André Breton
  - Du surréalisme en ses œuvres vives[15]
  - Poème-objet (la chouette noire), collage[16]
  - Les Vases communicants, réédition, achevé d'imprimé le 8 avril[5]
- Lucien Coutaud
  - En souvenir d'un peintre, huile sur toile[17]
- Adrien Dax invente l'impression de relief(s) : lithographie avec ajout d'objets[18]
- Leo Dohmen
  - Le Langage des doigts, collage[19]
- Max Ernst
  - Les Mystères de l'amour, huile sur toile[20]
- Wifredo Lam
  - Femme fleurie[21]
- Robert Lebel
  - Chantage de la beauté, poèmes préfacés par André Breton[22]
- René Magritte
  - La Valse hésitation, huile sur toile[23]
- Joyce Mansour
  - Déchirures, poèmes[24]
- Norman McLaren
  - Blinkity Blank, film d'animation, 5 min 15 s[25]
- Kay Sage
  - Tomorrow is never, huile sur toile[26]
- Remedios Varo
  - Sympathie, huile sur masonite[27]